# AC Malveira
Der Atlético Clube da Malveira ist ein portugiesischer Fußballverein aus dem in der Nähe von Lissabon im gleichnamigen Distrikt gelegenen Malveira, eine Gemeinde im Kreis Mafra.

## Geschichte
Der AC Malveira gründete sich 1940 als Fusionsverein von Grupo Desportivo Recreativo Os Malveirenses und Orquestra Típica da Malveira. Wie die Vorgängermannschaften trat der Klub lange zeit im regionalen Distriktfußball an.
1979 gelang dem AC Malveira erstmals der Aufstieg in den überregional organisierten Fußball, für zwei Spielzeiten trat die Mannschaft in der drittklassigen Terceira Divisão an. 1987 kehrte der Klub für eine Spielzeit in die Drittklassigkeit zurück, ehe er sich ab 1990 in der nach der Einführung der zweitklassigen Segunda Divisão de Honra nun viertklassigen Terceira Divisão etablierte. 1998 verpasste der Klub gemeinsam mit dem SC Santacruzense, Real SC Queluz und CF Caniçal den Klassenerhalt und musste in den Distriktbereich absteigen. Nach dem Wiederaufstieg 2002 hielt sich die Mannschaft drei Jahre auf dem Spielniveau, ehe sie 2005 erneut gemeinsam mit SL Cartaxo, dem SC Lourinhanense und AD Fazendense einen der vier Abstiegsplätze belegte.
AC Malveira kehrte 2014 in die unterste überregionale Spielzeit zurück, das drittklassige Campeonato Nacional de Seniore. 2017 verpasste die Mannschaft in der Abstiegsrunde als Tabellenvorletzte hinter Atlético CP den Klassenerhalt und stieg gemeinsam mit Schlusslicht FC Barreirense erneut in den regionalen Spielbetrieb ab.
2025 gelang AC Malveira als Distrikmeister von Lissabon erneut der Aufstieg in das nach einer Ligareform mit Einführung der drittklassigen Liga 3 nun viertklassige Campeonato de Portugal.